# 圣帕勒德蒙
圣帕勒德蒙（法語：Saint-Pal-de-Mons，法語發音：[sɛ̃ pal də mɔ̃]）是法国上卢瓦尔省的一个市镇，位于该省东北部，属于伊桑若区。

## 地名
该地名“Saint-Pal-de-Mons”发音为[sɛ̃ pal də mɔ̃]，末尾字母“s”不发音，《世界地名翻译大辞典》与《世界地名译名词典》将其误译作“圣帕勒-德蒙斯”。

## 地理
圣帕勒德蒙（45°14'47"N, 4°16'27"E）面积27.11 平方千米，位于法国奥弗涅-罗讷-阿尔卑斯大区上盧瓦爾省，该省份为法国中南部省份，北起多姆山省和卢瓦尔省，西接康塔爾省，南至洛泽尔省，东临阿尔代什省。
与圣帕勒德蒙接壤的市镇（或旧市镇、城区）包括：迪尼耶尔、拉普特、罗库勒、沃莱地区圣迪迪耶、圣罗曼拉沙尔姆、圣西戈莱娜、圣维克托马莱斯库尔。
圣帕勒德蒙的时区为UTC+01:00、UTC+02:00（夏令时）。

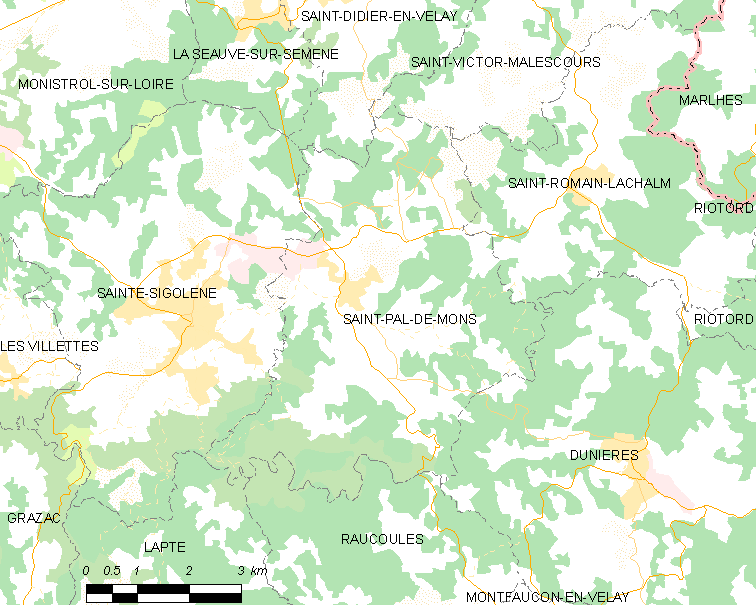
圣帕勒德蒙的OSM定位图

## 行政
圣帕勒德蒙的邮政编码为43620，INSEE市镇编码为43213。

## 政治
圣帕勒德蒙所属的省级选区为双河与谷地县。

## 交通
上卢瓦尔省省道D44线、D45线、D231线、D451线、D452线和D500线在境内交汇。

## 人口

1962-2008年间圣帕勒德蒙人口变化图示

圣帕勒德蒙于2022年1月1日时的人口数量为2324人。